# Вірменська філософія
Вірменська філософія (вірм. Հայ փիլիսոփայություն) — сукупність філософської спадщини вірменських мислителів.

## Історія

### Середньовічна вірменська філософія
Середньовічна вірменська філософія представлена основними творами: «Спростування лжевчень» Єзніка Кохбаці (V століття), «Визначення філософії» і «Аналіз Порфирія»

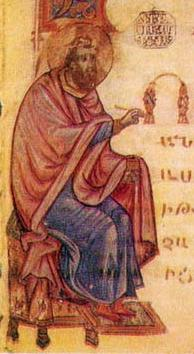
Давид Анахт — вірменський філософ-неоплатонік V—VI століть, представник Олександрійської школи неоплатонізму

Давида Анахта (V—VI століття), який є видатним представником елліністичної школи у філософії.

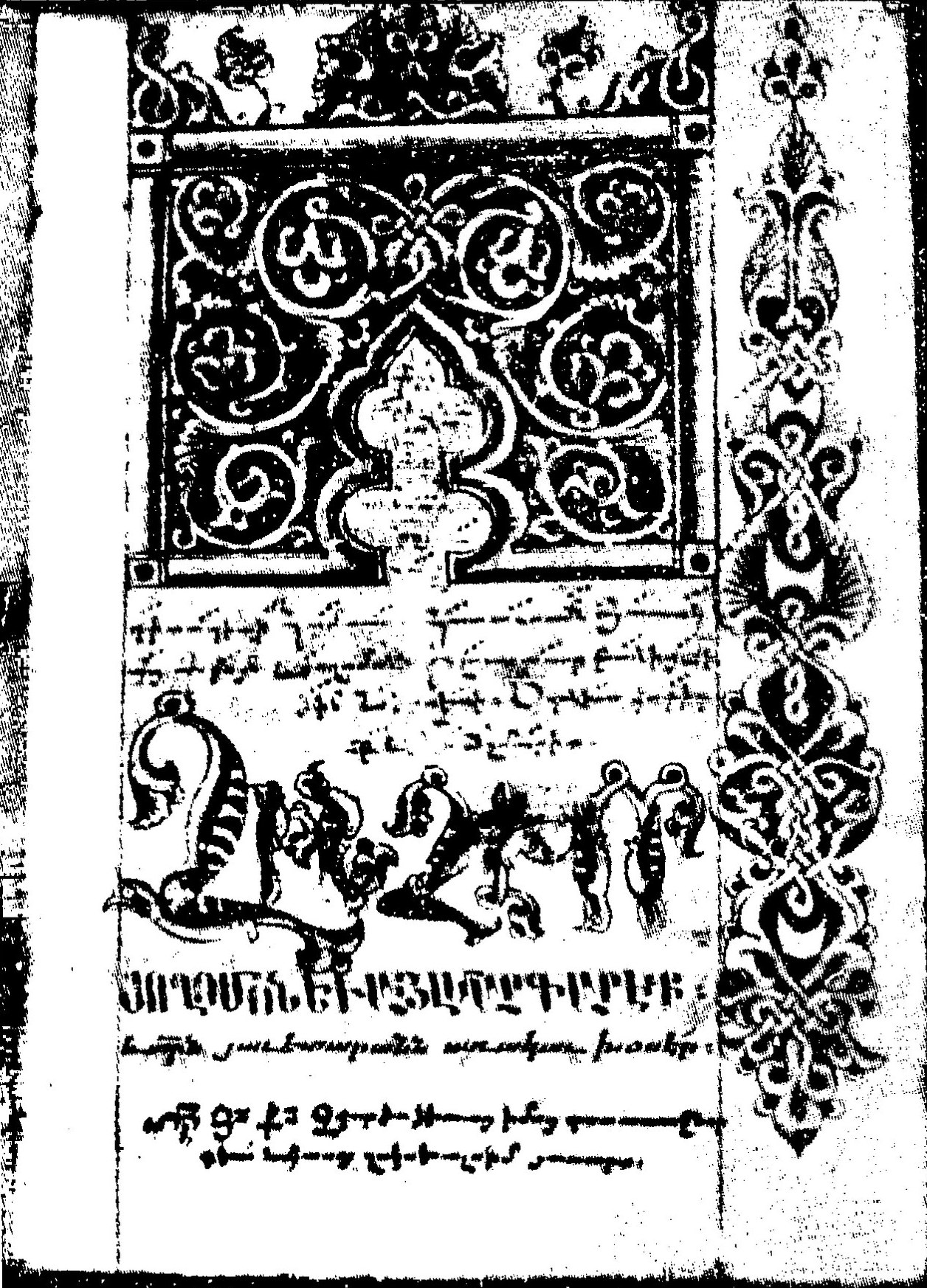
Рукопис Ована Воротнеці (XIV століття)

У науковий обіг Середньовіччя увійшли вірменські переклади представників античної культури. Це твори Арістотеля, Платона, Філона Александрійського, Порфирія, Томи Аквінського та інших. В Середні віки з'являються коментарі вірменських авторів до багатьох пам'яток еллінських і ранньосередньовічних вірменських авторів. Так, Григор Татеваці (XIV століття) коментує твори Арістотеля, Порфирія; Ованес Воротнеці (XIV століття) коментує твори Арістотеля, Порфирія, Філона; Аракел Сюнеці (XV століття) досліджує тлумачення праць Давида Анахта. Філософські твори містяться в 497 рукописах Матенадарана, в їх числі роботи Давида Харкаці (VII століття), Степаноса Сюнеці (VIII століття), Ованеса Імастасера (XI—XII століття), що відзначає першорядну роль досвіду в пізнанні світу; Ованеса Ерзнкаці (XIII століття), який вважає, що «все, що тримається під небом — рухливе і мінливе»; Ваграма Рабуні (XIII століття), Степаноса Лехаці (XVII століття) та інших.

### Філософія нового часу
З XVII століття починається формування нової філософії. На першу половину цього століття припадає діяльність Барсега Ахбакеці і його учнів — Нерсеса Мокаці і Меликсета Вжанеци. Трохи пізніше набуває популярності філософ і богослов Симеон Джугаєці, автор «Книги логіки» та коментарів до «Елементів теології» Прокла. У XVIII столітті протікає діяльність Симеона Єреванці.

### Філософська думка у Вірменії в XX столітті
Значний розвиток отримала філософська думка у Вірменії в ХХ столітті. Проблеми, пов'язані зі специфікою філософського знання, розробляв Г. А. Брутян, філософські аспекти семіотики — Л. А. Абрамян. У цей час у ряді робіт була досліджена, починаючи з давнини, вірменська філософська думка. У цій галузі плідно працювали такі історики філософії як В. К. Чалоян, Г. Г. Габріелян, С. С. Аревшатян, Г. Т. Хрлопян, Г. О. Григорян. Значний внесок у вивчення логічного вчення Давида Непереможного вніс Г. А. Брутян. Філософські питання природознавства порушував у своїх творах В. А. Амбарцумян.Питання, що зачіпають різні аспекти філософської аргументації, досліджували Г. Г. Шакарян, П. Ц. Агаян, Е. Б. Маркирян, М. В. Асатрян, Г. П. Григорян та інші. В 1984 році в Єревані відбулася конференція «Філософські проблеми аргументації».